# Ebor
Ebor is een plaats in de Australische deelstaat New South Wales, en telt 160 inwoners (2006).